# Capital circulante
Capital circulante é a parte do capital destinada às despesas operacionais, incluindo matérias-primas, salários, materiais auxiliares, combustíveis, energia, stocks e dinheiro disponível imediatamente e a curto prazo (em caixa e bancos). Nesse sentido, corresponde ao capital de giro e sua magnitude é um indicador do grau de liquidez de uma empresa. 
Em contabilidade, o capital circulante de uma empresa é definido como a diferença entre o ativo circulante e o passivo circulante desta empresa. É tudo que a empresa tem disponível em dinheiro, investimentos e em estoques, menos todas as suas obrigações, inclusive empréstimos, fornecedores e salários, no período de um ano.